# 井上朝日
井上朝日（1981年7月17日—）是一位日本女性播報員，目前所屬電視台為NHK。

## 經歷
日本岡山縣玉野市出身。從岡山高等學校進入御茶水女子大學畢業後，2004年進入NHK。高校時期曾擔任棒球社經理，此外中學及大學了加入箏曲社，曾於中學時期獲得全國大賽第三名的佳績。
在鳥取和廣島兩局期間都擔任地上數位放送推進大使。由於自身出身於岡山縣的地緣關係，擁有更多主持中國地方當地的地方節目機會，並與其他民間電視台主播參與宣傳活動，曾穿著廣島東洋鯉魚球衣拍攝電視廣告，私底下也是一名廣島球迷。
興趣是與兩位姪甥玩耍及日本箏，擅長認人的臉但卻不擅長記名字。此外她持有小學校和中學校的教師證，因此表示「不當主播的話，會成為一名小學教師」。
平時經常聽廣播，每週固定錄下TBS廣播節目《伊集院光 深夜的笨蛋力》並聆聽。

## 主持節目

### 現在主持節目
- 《新聞今日一日（日语：ニュースきょう一日）》（2019年4月1日－，星期一至星期五）
- 《聲音的風景（日语：音の風景）》（旁白）

## 同期女主播
- 荒木美和（日语：荒木美和）（埼玉（簽約）→新潟→東京主播室→大阪→奈良→廣播中心（導播業務））
- 鈴木奈穗子（高松→松山→東京主播室）
- 廣瀨智美（日语：廣瀬智美）（鹿兒島→大阪→東京主播室）
- 松村正代（日语：松村正代）（盛岡→札幌→東京主播室）
- 守本奈實（大分→福岡→東京主播室）

## 外部連結
- アナウンスルーム・井上あさひ（页面存档备份，存于） （日語）